# William Jeremiah Tuttle
William Jeremiah Tuttle (21. februar 1882 i Chicago - 22. februar 1930 i Los Angeles) var en amerikansk svømmer og vandpolospiller som deltog i OL 1904 i St. Louis.
Tuttle vandt en sølvmedalje i svømning under OL 1904 i St. Louis. Han kom på en andenplads i holdkonkurrencen i 4x50 yard fri.
Han vandt også en sølvmedalje i vandpolo under samme OL. Han var med på det amerikanske vandpolohold Chicago Athletic Association som kom på en andenplads i konkurrencen.